# Elisabet Sadó
Elisabet Sadó Garriga (* 22. September 1981 in Barcelona) ist eine ehemalige spanische Squashspielerin. 

## Karriere
Elisabet Sadó spielte 2007 auf der WSA World Tour. Ihre beste Platzierung in der Weltrangliste erreichte sie mit Rang 196 im November 2007. Mit der spanischen Nationalmannschaft nahm sie mehrfach an Europameisterschaften teil. Im Einzel erreichte sie 2008 das Achtelfinale. Bei Weltmeisterschaften stand sie 1996, 1998, 2000, 2002, 2006 und 2008 im spanischen Kader. Zwischen 2001 und 2009 wurde sie siebenmal spanische Meisterin.

## Erfolge
- Spanischer Meister: 7 Titel (2001, 2002, 2005–2009)